# Daczne (stacja kolejowa w obwodzie odeskim)
Daczne (ukr. Дачне) – stacja kolejowa w miejscowości Daczne, w rejonie odeskim, w obwodzie odeskim, na Ukrainie.